# Mrowino
Mrowino is een plaats in het Poolse district  Poznański, woiwodschap Groot-Polen. De plaats maakt deel uit van de gemeente Rokietnica en telt 750 inwoners.

## Verkeer en vervoer
- Station Mrowino